# Madame Bovary
Madame Bovary (también traducida como La Señora Bovary) es una novela escrita por Gustave Flaubert. Se publicó por entregas en La Revue de Paris desde el 1 de octubre de 1856 hasta el 15 de diciembre del mismo año; y en forma de libro, en 1857.
La novela narra la sombría historia de un matrimonio en la Francia del siglo XIX que termina en tragedia. Tras casarse con Charles, un médico rural bienintencionado pero aburrido, Emma Bovary sueña con el romance, el lujo y la emoción, pero su vida se ve empañada por la decepción y el aburrimiento. Emprende varias aventuras amorosas y se endeuda en su búsqueda de pasión y de escape de su mundana existencia. En últimas, los deseos imprudentes y las malas decisiones de Emma la conducen a un trágico final. La novela explora temas como las expectativas sociales, las limitaciones del idealismo romántico y las consecuencias de perseguir sueños superficiales.

## Contexto histórico
El origen del realismo, movimiento de la segunda mitad del siglo XIX, se encuentra intrínsecamente ligado a la novela épica, a la novela naturalista y a la novela mágica. Además de ser una de las selecciones literarias por excelencia en el género del llamado romanticismo tardío, Madame Bovary constituye uno de los puntos de referencia para el movimiento del realismo.
No obstante, la historia también se halla estrechamente unida a lo que se conoció como la novela alegórica, siendo también una crítica a la sociedad burguesa del siglo XIX, posterior a la Revolución francesa y al gobierno absolutista de Napoleón en Francia. Esta obra se desarrolló en dichos años en tres partes; con una increíble agudeza literaria, Gustave Flaubert muestra su punto de vista sobre la vida de la sociedad de alto rango en la Francia del temprano siglo XIX, al casar al personaje principal con alguien que nada le ofrece más que exhibirla como si fuese un trofeo. Madame Bovary es, pues, más que una novela, un retrato fiel y un paradigma para la literatura realista y universal y para la filosofía francesa de los siglos XIX a XX.

## Personajes principales
Emma Bovary : La protagonista de la novela, la Madame Bovary del título, es Emma Bovary. Criada en un convento y casada a una edad temprana con Charles Bovary, Emma es una hija de campesinos que alimenta ilusiones románticas idealistas y desea una vida refinada, sentimental y apasionada. Sin embargo, su vida no se corresponde con las novelas sentimentales que lee, lo que le provoca crisis de angustia y depresión extremas. Tiene una hija llamada Berthe, pero carece de instinto maternal y a menudo se enfada con la niña. A veces, un sentimiento de culpa o un recuerdo de su infancia la llevan a arrepentirse y dedicarse a su marido y a su hija, aunque estas crisis de conciencia son de corta duración. El deseo de Emma por la pasión y el placer la lleva a tener relaciones extramatrimoniales con Rodolphe y Léon. Además, acumula grandes deudas sobre la propiedad de su marido y, al darse cuenta de que no puede pagarlas, se suicida.
Charles Bovary : Charles Bovary es un médico rural amable pero sencillo, aburrido y poco notable. Puede manejar adecuadamente los casos simples, pero falla en realizar cirugías complicadas. Por ejemplo, cuando intenta operar la pierna de Hippolyte, se desarrolla gangrena y la pierna debe ser amputada. Charles valora mucho a su esposa Emma y nunca la critica. A pesar de su profundo amor por Emma, no comprende su personalidad y solo admira su apariencia. No se da cuenta de las relaciones extramatrimoniales de Emma con Rodolphe y Léon, que son tan mal disimuladas que se convierten en tema de chismes en el pueblo. Cuando las deudas de Emma comienzan a acumularse, Charles le da un poder notarial sobre todos sus bienes, lo que lleva a su ruina financiera. Después del suicidio de Emma, Charles descubre su infidelidad y muere poco después como un hombre destrozado.
Sr. Homais : El farmacéutico de Yonville, Homais, es un hombre burgués vanidoso que ayuda a Charles a establecerse como médico en el pueblo. Homais es una persona superficial y arrogante; le gusta escucharse a sí mismo y sus largos discursos están llenos de clichés. Su arrogancia causa daño real cuando anima a Charles a operar la pierna de Hippolyte, lo que resulta en un desastre. Homais es un hombre ateo y a menudo discute con el sacerdote del pueblo, Bournisien, sobre la inutilidad de la religión y la oración. Homais es un ejemplo perfecto de todos los valores y características burguesas que disgustan a Flaubert y aburren a Emma.
Rodolphe Boulanger : El primer amante de Emma es Rodolphe, un rico terrateniente con una propiedad cerca de Yonville. Rodolphe es astuto, egoísta y oportunista. Ha tenido muchas amantes y cree que Emma no es diferente a ellas. La seduce de manera estratégica, inicia una relación con ella y luego la abandona cuando se cansa de sus sueños románticos y demandas emocionales.
Sr. Lheureux : En Yonville, Lheureux, un astuto y siniestro comerciante y prestamista, fomenta el endeudamiento y la ruina financiera de Emma. Lheureux es una figura diabólica que seduce a las personas con lujos que no pueden permitirse y aparece continuamente con demandas de dinero y promesas de crédito adicional. Aprovechando la debilidad y la extravagancia de Emma, la lleva a la desesperación y al suicidio.
Leon Dupuis : Leon es el amigo de Emma en Yonville que más tarde se convierte en su amante. Mientras trabaja como funcionario en Yonville, comparte las mismas inclinaciones románticas y amor por las novelas sentimentales que Emma. Se enamora de ella, pero se muda a París para estudiar derecho, pensando que su amor es imposible mientras ella esté casada. Cuando Emma se encuentra con él en Rouen, Leon, que ahora es más seguro de sí mismo, cree que puede ganarse el amor de Emma. Emma, influenciada por la cultura urbana de Leon, inicia una relación con él. Aunque al principio viven de acuerdo con sus ideales románticos, pronto comienzan a aburrirse y disgustarse mutuamente. Debido a problemas financieros, Leon no puede ayudar a Emma y pone excusas. Poco después de la muerte de Emma, Leon se casa.
Justin : Justin es el asistente de Homais. Es joven, influenciable y de carácter sencillo. Se enamora profundamente de Emma y, sin darse cuenta, le permite acceder al arsénico que Emma utiliza para su suicidio.

## Trama

### Primera parte
Tras su infancia, terminados sus estudios en una escuela de provincia y la facultad de Ruan, Charles Bovary, recién trasladado a Tôtes para ejercer como médico, se casa con una viuda por expresa petición de su madre, aunque la relación no será duradera debido a que esta primera esposa de Charles fallece poco después del enlace. Después de la muerte de su primera esposa y, debido a su trabajo, Charles debe visitar en una granja al señor Rouault y allí se encuentra con una bella joven, la hija del señor Rouault llamada Emma. Charles se enamora de ella y le pide al señor Rouault la mano de su hija en matrimonio. Ella consiente y se convierte en la señora Bovary.
Madame Bovary, asidua a la lectura de novelas románticas, tiene unas ideas sobre el matrimonio que no llegarán a corresponderse con su relación con Charles. Después de una visita a la casa del marqués de Vaubyessard, Emma vuelve a fantasear con una vida idílica y privilegiada. Pero la vuelta a la realidad, a una vida aburrida junto a su marido, hace que Madame Bovary caiga enferma. Para su recuperación, Charles decide cambiar de aires y trasladarse a un pueblo cerca de Ruan, Yonville, donde su vida seguirá siendo igual de monótona.

### Segunda parte

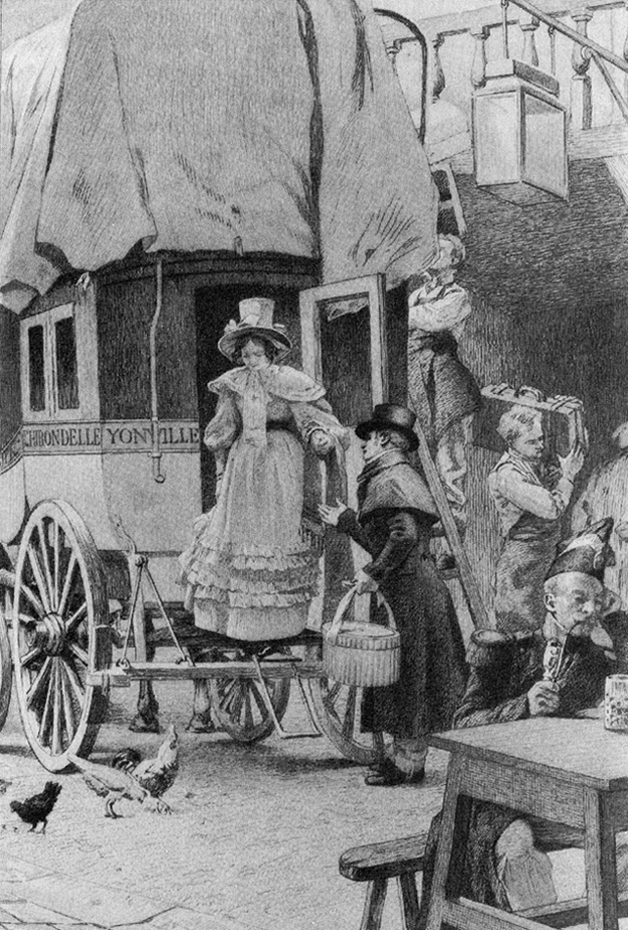
Ilustración de Alfred de Richemont para una edición de Madame Bovary.

Cuando se trasladan a Yonville, Emma está embarazada, dará a luz a una niña a la que llamarán Berthe pero Madame Bovary no ejercerá de madre prácticamente en ningún momento. En Yonville, la familia Bovary conocerá a sus nuevos vecinos: el señor Homais, el farmacéutico, junto con su familia; el señor Lheureux, un comerciante un tanto manipulador; la señora Lefrançois, dueña del Lion D'Or, y otros como los señores Tuvache, Guillaumin... Entre todos estos vecinos, se encuentra Léon Dupuis, que simpatizará con Emma. Su pasión por el mismo tipo de literatura los llevará a un amor imposible. Ante esta situación, Léon decide marcharse a Ruan y seguir con sus estudios. El aburrimiento de Emma provocado por la falta de objetivos personales y de intereses en cosas concretas en su vida, así como el deslumbramiento por el lujo y el poder económico, la llevarán a empezar a coquetear con Rodolphe Boulanger, un donjuán de provincias de Yonville. Madame Bovary y Rodolphe se convierten en amantes. Emma se escapa por las noches para ver a Rodolphe, y llega a ser tan grande el amor que siente por él, que le propone una fuga de Yonville, los dos juntos. Rodolphe acepta, pero en el momento de la fuga, cambia de opinión y deja a Emma plantada. Le escribe una carta que hace enfermar nuevamente a la señora Bovary. Antes de la enfermedad, Madame Bovary contrae numerosas deudas con el señor Lheureux, deudas que aumenta Charles tras la recaída de Emma. Después de la lenta recuperación de Madame Bovary, Charles decide llevarla a Rouen, a la ópera. Allí se encuentra a Léon Dupuis.

### Tercera parte
León se convierte en el nuevo amante de Emma, que finge ir a clases de piano para encontrarse clandestinamente con el pasante. Ella sigue contrayendo deudas y firmando pagarés con el señor Lheureux, dejando a su familia con una enorme cantidad de problemas monetarios. Ante esta situación de graves problemas económicos y el abandono de sus amantes, Emma se encuentra desesperada, y decide acabar con su vida. Acude a la botica de Homais, e ingiere una cantidad de arsénico en polvo. Poco tiempo después fallece en su cama. Después de su muerte, la situación de Charles también es crítica. Embargan su casa y todos sus bienes, ya que no puede hacerse cargo de toda la deuda contraída por su esposa. Además, encuentra una carta que Rodolphe escribió a Emma para despedirse, descubriendo así que ella le era infiel, aunque todo esto no es motivo suficiente para que Charles deje de amar a su fallecida esposa. Posteriormente, Charles encuentra las cartas escritas por Léon a su esposa, las cuales sí son claramente comprometedoras y no dejan dudas sobre el adulterio cometido. El señor Bovary, finalmente, acabará muriendo y dejando a la pequeña Berthe huérfana. Como la madre de Charles también muere ese mismo año y el padre de Emma queda paralítico, acaba siendo enviada a vivir con otra tía suya y trabajando en una fábrica de hilados de algodón.

## Valoración
La obra ha sido valorada positivamente por numerosos críticos y escritores, que la consideran una obra maestra. Para Mario Vargas Llosa, «el drama de Emma es el abismo entre ilusión y realidad, la distancia entre deseo y cumplimiento».
Henry James escribió: «Madame Bovary tiene una perfección que no solo la marca, sino que la hace casi única: posee una seguridad inaccesible y excita y desafía todo juicio»
Marcel Proust alabó la «pureza gramatical» del estilo de Flaubert, mientras que Vladimir Nabokov dijo que «estilísticamente es prosa haciendo lo que se supone que hace la poesía». Similarmente, en el prefacio a su novela La broma, Milan Kundera escribió: «No fue hasta la obra de Flaubert que la prosa perdió el estigma de inferioridad estética. Con Madame Bovary, el arte de la novela ha sido considerado igual al arte de la poesía». Giorgio de Chirico dijo que, en su opinión, «desde el punto de vista narrativo, el libro más perfecto es Madame Bovary de Flaubert».
Por su parte, la Iglesia católica incluirá esta obra en su Índice de Libros Prohibidos a los pocos años de su publicación, en 1864.

## Estudios y adaptaciones literarias
- La orgía perpetua, ensayo de Mario Vargas Llosa.
- Madame Bovary, adaptación a Lectura fácil de Clàudia Sabater.[7]

## Traducciones
- ¡¡Adúltera!!, Amancio Peratoner, Barcelona, 1875.[8]
- Madama Bovary. Costumbres de provincia, Madrid, c. 1890.
- La señora de Bovary, Tomás de C. Durán, Barcelona, 1900.
- La señora Bovary (costumbres de provincias), T. de V., Barcelona, 190?.
- Madame Bovary. Costumbres de provincia, Miguel Ángel Orts-Ramos, Barcelona, s. d.
- Madame Bovary, Tomás de M. Graells, Barcelona, 1903.
- Madame Bovary, J. A. Gigena, Buenos Aires, 1940.
- Madame Bovary, José Pablo Rivas, Madrid, s. d.
- Madame Bovary, G. de B., Montevideo, 1919.
- Madame Bovary, Madrid, s. d.
- La mujer adúltera, Barcelona, s. d.
- Madame Bovary, Pedro Vances, Madrid, 1923.
- Madame Bovary, Buenos Aires, 1924.
- Madame Bovary, Barcelona, s. d.
- Madame Bovary, Madrid, 1929.
- Madame Bovary, Santiago de Chile, 1935.

[...]
- Madame Bovary, J.A. Gigena, Buenos Aires, 1943.[9]
- Madame Bovary, Consuelo Berges, 1974.

- Madame Bovary, Jorge Carrier Vélez.

- La Señora Bovary, María Teresa Gallego, Madrid, 2012.[10][11](Premio Esther Benítez de Traducción en 2013)[12]
- Madame Bovary, Ramón Ledesma Miranda, Barcelona, 2021.[9]
- Madame Bovary, Mauro Armiño, 2021.
- Madame Bovary, Marie Mersoye, 2023.

## Adaptaciones cinematográficas
- Madame Bovary, una película de 1933 dirigida por Jean Renoir.
- Madame Bovary, una película de 1937 dirigida por Gerhard Lamprecht.
- Madame Bovary, una película de 1947 dirigida por Carlos Schlieper.
- Madame Bovary, una película de 1949 dirigida por Vincente Minnelli.
- I pecati di Madame Bovary, una película de 1969 dirigida por Hans Schott-Schöbinger.
- Salva y protege (Спаси и сохрани) película de 1989, versión rusa de Aleksandr Sokúrov.
- Madame Bovary, una película de 1991 dirigida por Claude Chabrol.
- El valle de Abraham, película de 1993, versión portuguesa de Manoel de Oliveira.
- Madame Bovary, una miniserie de 2000 dirigida por Tim Fywell para televisión.
- Madame Bovary, una película de 2014 dirigida por Sophie Barthes.
- Emma Bovary, una película para televisión de 2021 dirigida por Didier Bivel.

## Películas que han tomado elementos de la novela
- Madame Bovary, una película de 1977 dirigida por Zbigniew Kaminski.
- Las razones del corazón, película mexicana de 2011 dirigida por Arturo Ripstein.
- Primavera en Normandía, película de 2014 dirigida por Anne Fontaine.
- Yo no soy Madame Bovary, película de 2016 dirigida por Feng Xiaogang.